# Hillsboro (Dakota du Nord)
Pour les articles homonymes, voir Hillsboro.
La ville de Hillsboro est le siège du comté de Traill, dans l’État du Dakota du Nord, aux États-Unis. Sa population, qui s’élevait à 1 603 habitants lors du recensement de 2010, est estimée à 1 624 habitants en 2019.

## Histoire
La zone a été peuplée vers 1870 mais la ville elle-même a été fondée en 1880 sous le nom de Comstock. Elle a pris son nom actuel l’année suivante.

## Démographie
| 1890 | 1900  | 1910  | 1920  | 1930  | 1940  |
| ---- | ----- | ----- | ----- | ----- | ----- |
| 715  | 1 172 | 1 237 | 1 183 | 1 317 | 1 338 |

| 1950  | 1960  | 1970  | 1980  | 1990  | 2000  |
| ----- | ----- | ----- | ----- | ----- | ----- |
| 1 331 | 1 278 | 1 309 | 1 600 | 1 488 | 1 563 |

| 2010  | - | - | - | - | - |
| ----- | - | - | - | - | - |
| 1 603 | - | - | - | - | - |

## Presse
Le journal local est le Hillsboro Banner. C’est le plus ancien de l’État.

## Musée
Hillsboro abrite le Traill County Museum.

## Climat
| Mois                              | jan.  | fév.  | mars | avril | mai  | juin | jui. | août | sep. | oct. | nov. | déc.  |
| --------------------------------- | ----- | ----- | ---- | ----- | ---- | ---- | ---- | ---- | ---- | ---- | ---- | ----- |
| Température minimale moyenne (°C) | −18,2 | −15,6 | −7,9 | 0,1   | 6,6  | 12,2 | 14,7 | 13,5 | 7,8  | 1,3  | −7   | −14,6 |
| Température maximale moyenne (°C) | −7,8  | −4,9  | 2    | 12,4  | 20,3 | 24,8 | 27,7 | 27,1 | 21,3 | 12,9 | 2,7  | −5,6  |